# NGC 5219
NGC 5219 = NGC 5244 ist eine 12,6 mag helle, aktive Spiralgalaxie mit hoher Sternentstehungsrate vom Hubble-Typ Sb im Sternbild Zentaur am Südsternhimmel. Sie ist schätzungsweise 106 Millionen Lichtjahre von der Milchstraße entfernt und hat einen Durchmesser von etwa 45.000 Lichtjahren.
Das Objekt wurde von John Herschel mit einem 18-Zoll-Spiegelteleskop zweimal entdeckt; zuerst am 1. Juni 1834 (geführt als NGC 5244), zwei Tage später noch einmal (und geführt als NGC 5219). Bei beiden Beobachtungen notierte er die identische Beschreibung „vF, S, R, has a star near lower edge“.